# ريزندي
ريزندي هي مدينة، وبلدية في البرازيل، تتبع ريو دي جانيرو، بلغ عدد سكانها 104٬549  نسمة، في 2000، تبلغ مساحتها 1٬113٫507 كيلومتر مربع.

## الموقع
تشترك في الحدود مع:
- بارا مانسا.

## أعلام
- ماريا إليسا أنتونيلي
- جوسيلينو كوبيتشيك
- جابرييل أبيلت بيريس
- جورجي هنريكي